# Souls for Sables
Souls for Sables è un film del 1925 diretto da James C. McKay sotto la supervisione di A.P. Younger.

## Produzione
Il film fu prodotto dalla Tiffany Productions.

## Distribuzione
Fu il primo film distribuito dalla Tiffany Productions, la compagnia di produzione fondata da Robert Z. Leonard, Mae Murray che avevano sciolto la loro collaborazione dopo il divorzio.
Il film uscì in sala il 14 settembre 1925: fu un grande successo per la protagonista Claire Windsor

### Data di uscita
IMDb
- USA	14 settembre 1925
- Finlandia	22 novembre 1926

Alias
- Souls for Sables  titolo originale